# Monique Weis
Monique Weis, (Déifferdeng, 19 de diciembre de 1971),  es una historiadora luxemburguesa y desde 2021 catedrática de historia moderna en la Universidad de Luxemburgo.

## Trayectoria
Monique Weis se doctoró en Historia en 2001. De 2005 a 2020 fue investigadora cualificada en el Fonds national de la Recherche scientifique (FRS-FNRS) de Bélgica. Además, enseñó historia moderna e historia de la religión en la Universidad libre de Bruselas. De 2007 a 2011, coordinó el proyecto Ciudad y Sociedad en los Países Bajos 1200-1800, y de 2013 a 2016 dirigió el Centro interdisciplinario de Estudio de las Religiones y de la Laicidad.
Su investigación se centra en el Ducado de Luxemburgo en los siglos XVI y XVII como periferia y zona fronteriza de los Países Bajos Españoles. 

## Publicaciones (selección)
- con Peperstraete, Sylvie: Des Saints et des Martyrs, Hommage à Alain Dierkens. Editions de l'ULB, 2018.
- Philippe de Marnix et le Saint Empire. Les connexions allemandes d'un porte-parole de la Révolte des Pays-Bas 1566-1578. Société royale d'histoire du protestantisme belge, 2004.
- Les Pays-Bas espagnols et les États du Saint Empire (1559-1579). Priorités et enjeux de la diplomatie en temps de troubles. Editions de l'Université de Bruxelles, 2003.
- Légitimer la répression des troubles. Les correspondances du pouvoir espagnol avec les princes allemands au début de la Révolte des Pays-Bas (1566-1568). Archives générales du Royaume, 2003.